# عائلة بوترمان
عائلة بوترمان هي عائلة خيالية التي ظهرت في سلسة من الاعلانات لدوراسيل من عام 1994 إلى 1996.

## الخلفية
كانت عائلة بوتيرمان عائلة من الروبوتات البلاستيكية الذين تفوقوا على غيرهم، وذلك بفضل بطاريات ماركة دوراسيل التجارية (إشارة رائعة إلى حملتهم الإعلانية في السبعينيات من القرن الماضي والتي تميزت بمنافسة مباشرة بين الألعاب). تم إجراء الحملة لمكافحة الحملة الإعلانية الناجحة Energizer Bunny. تم صُنع «بطارية الأخرى» من العلامة التجارية X الخيالية التي تم تصويرها في الإعلان لتبدو وكأنها بطاريات انرجيزر المنافسة، تمامًا ببنفس الطريقة التي صنع بها منافس إنرجيزر الخيالي «سوبرفولت» لتشبه بطاريات دوراسيل.
تم إنشاء الحملة الإعلانية بواسطة وكالة الإعلانات Ogilvy &amp; Mather ومقرها نيويورك. وكانت الحملة الاصلية تحت إدارة Barry Sonnenfeld ، في حين أن عمليات التنفيذ اللاحقة (باستخدام ادعاء «لا بطارية أقوى، أطول») كان يقودها David Kellogg.
تم تطوير الشخصيات بواسطة خبير المؤثرات الخاصة ستيف جونسون وشركته XFX، Inc. وقد تم اختيار الممثلين ليبدو كما لو كانوا شخصيات كالايماشن أو رسوم متحركة على الكمبيوتر. تتألف الأزياء من وحدات نموذجية من المطاط الرغوي الصلب المغلف باليوريتان. كان لدى جميع الشخصيات بطاريات نحاسية كبيرة بارزة من ظهورهم وكانت وجوههم مصنوعة من الأطراف الاصطناعية لاتكس المصممة لرسم رسوم كاريكاتوري كبير لسمات الممثلين وخزائن كاملة للشخصيات. كانت تميل إلى ازعاج المشاهدين، بسبب مظهرهم غير البشري ولكن غير لعبة ولا رسوم متحركة، وتم التخلي عن سلسلة الإعلانات التجارية. في ذلك الوقت، لم يتم الكشف عن هويات الممثل للحفاظ على غموض العائلة.

## الشخصيات
تكونت الأسرة من:
- هيرب، الأب (كيث لانجسدال)
- فلو، زوجته، والدته (مارلا فريس)
- ابن، زاك (ديبي ديبيري)
- ابنة تريش (كريستي كلارك) [2] [3]
- الجدة بوترمان، التي لعبها بالفعل ممثل ذكر (KW Miller)
- العمة غيرت (لاني زيرا)

- لاري
- تود
- صديقا تريش.

## المؤامرات
- حضرت عائلة بوترمان حفل شواء للم شمل الأسرة. تغلق قريب ثرثار منتصف الجملة ويسقط على وجهه أولاً في لوحة كاملة، بعد أن استبدلت هيرب بطاريتها بـ «إحدى تلك البطاريات الأخرى».
- تجلس تريش بوترمان وصديقها بروس على أرجوحة الشرفة، وتتمنى أن تستمر ليلتهم الرومانسية إلى الأبد بمساعدة دوراسيل.
- الجدة بوترمان مليئة بالطاقة، لا يمكنها التوقف عن الرقص، على الرغم من أنها كانت على نفس البطارية «منذ العصر الجليدي الأخير».
- تذهب عائلة بوترمان في رحلة تخييم وتكتشف أن مصابيحهم اليدوية لا تزال تعمل بمساعدة دوراسيل.
- هيرب يجيب على الباب الأمامي وهو تاريخ تريش الذي يعتقد أن البطاريات هي بطاريات.
- Trish و Zack في جولة بالسيارة، ويعمل Todd ، الذي يعشق Trish ، ببطارية خارج العلامة التجارية.
- تزور العائلة متحفًا للفنون ويستخدم مدير المتحف بطارية غير مألوفة، مما يؤدي إلى كارثة الدومينو.
- ينفد شحن بطاريات ببغاء العائلة، ويعطيه Herb بطارية Duracell تدوم طويلاً ويتحدث كثيرًا حتى يأخذون قفصه إلى الخارج.
- تقضي العائلة بعض الوقت في ملعب الجولف المصغر مع صديق يستخدم بطارية خارج العلامة التجارية.
- تذهب العائلة في رحلة صيد أثناء الإجازة.

تم إطلاق أزياء الهالوين من هيرب وفلو، كاملةمع الاقنعة المطاطية، في أمريكا الشمالية.[بحاجة لمصدر]
في حلقة 3 ديسمبر 1994من العرض الكوميدي عرض مباشر ليلة السبت ، كجزء من تحديث نهاية الأسبوع، قال المقدم نورم ماكدونالد مازحا، «الحملة الإعلانية الجديدة لبطاريات دوراسيل لها تأثير كبير بالفعل. أكثر من سبعين في المائة من المستهلكين يقولون إنهم يجدون البطاريات الآن» مخيفة ومزعجة"."

### قراءة معمقة
- " عائلة مدفوعة بالبطارية تمنح رسومًا كوميدية لدوراسيل"، بقلم روبرت جولدريتش، شوت ، المجلد 35 العدد 42، 21 أكتوبر 1994، الصفحة 11 (الوصول المقيد)
- " إعلانات عائلة البطارية تهز مشاهدي التلفزيون "، The Atlanta Journal and The Atlanta Constitution ، 8 تشرين الثاني (نوفمبر) 1994، الصفحة C3 (وصول مقيد)
- " Power Players: Duracell and Eveready do battle - تتنافس شركتا البطاريات مع الإعلانات التجارية التي تعرض Energizer Bunny and the Puttermans نسخة محفوظة 1 أكتوبر 2008 على موقع واي باك مشين. "، بقلم كيسي ديفيدسون، إنترتينمنت ويكلي ، العدد 258، 20 يناير 1995
- " هل بوترمان غريب أم محبوب؟ "، بقلم سيمي هورويتز / واشنطن بوست، ويلمنجتون مورنينغ ستار ، المجلد 129 رقم 226، 4 يوليو، 1996، الصفحة 5 د
- " إنهم غريبون؛ لكن من - أو ماذا - مجموعة البطارية؟ "، بقلم سيمي هورويتز، واشنطن بوست ، 7 يوليو 1996 (وصول مقيد)
- " Meet the Puttermans: Oddball family تعطي Duracell شحنة موجبة "، بقلم سيمي هورويتز / واشنطن بوست، شيكاغو صن تايمز ، 30 يوليو 1996، الصفحة 33 (وصول مقيد)